# カラクサナズナ
カラクサナズナ（唐草薺、学名：Coronopus didymus）はヨーロッパ原産（南米原産とする説もある）のアブラナ科カラクサナズナ属の越年草である。マメグンバイナズナ属（Lepidium）に分類する意見もある。現在では世界の温帯地方に広く帰化している。カラクサガラシ、インチンナズナなどの別名もある。

## 特徴と生態
全体に小型の草で、あまり背は高くならず5-10cm程度である。茎は根元から四方に多数分岐し地面を這う。葉は長さ1cm程度の単葉で深い切れ込みがあり、時に羽状になる。全体的に唐草模様のような細かい葉を付ける。花は総状花序で根生するものと葉腋につくものが有る。個々の花はごく小さく目立たない。大きさ1mm程度。花弁は0.5mm程度で屡消失していることも有る。果実は円みを帯び、二つに裂ける。 カラクサナズナは自花受粉で結実できるが、アリによる受粉も報告されている。一株の植物から約1600粒、大きいものでは18000粒以上の種子を生産し、泥に混ざって動物の蹄やヒトやアリや鳥などの足や体に付着して分散される。
本種の大きな特徴としては、青臭いような独特の強い悪臭があり、葉の形とこの匂いだけで確実に同定できる。

## 日本での記録
元来日本には野生していなかったが、1899年にはすでに牧野富太郎によって小笠原諸島に産すると記録され、1912年には松村任三により、東京も産地として追加されている。

## 利用
ブラジル南東地方では、屡この植物を痛みや炎症が共通する幾つかの症状に対する治療用として、煎じ薬等に利用している。インドのカリナタカ周辺ではアレルギーや創傷の治療に使われてきた。ハワイでは気管支炎や風邪引きの時の暖まる薬として使う。また、葉を食用として利用することもある。

## 農業への影響
ブラジル、イタリア、ハワイ、アメリカ、オーストラリアやニュージーランド等多くの国で、カラクサナズナはタマネギ、エンドウマメ、ジャガイモ、ニンジン等栽培地における主要な雑草とみなされている。

### 乳製品への影響
前述の強い異臭の為、牧草地や飼料作物の栽培地にカラクサナズナが侵入すると問題をもたらすことが有る。カラクサナズナ自体は小さな草で牧草の成育を妨げることはないが、飼料として採集した牧草にカラクサナズナが混じると、それを食べた牛の牛乳にカラクサナズナの悪臭が移るためである。
ヨーロッパにおいてはこの問題は古くから知られ、多くの研究がなされてきた。この悪臭、及び牛乳に悪臭をもたらす原因はこの植物が含むベンジルイソチオシアネートなどのベンジル基を中心とした化合物である。
日本では、九州地域でイタリアンライグラス等の冬作飼料作物栽培地におけるカラクサナズナ混入の被害が大きい。カラクサナズナの成育を抑える為に農薬は有効だが、背の高い飼料作物の畑では、背の低いカラクサナズナに成分が届きにくく、作物も農薬の影響でやや減収する。そこで、作物を標準の2倍の密度で播種することにより、カラクサナズナの成長を抑え、収穫物への混入を大幅に減少できる。